# Barco de Kyrenia

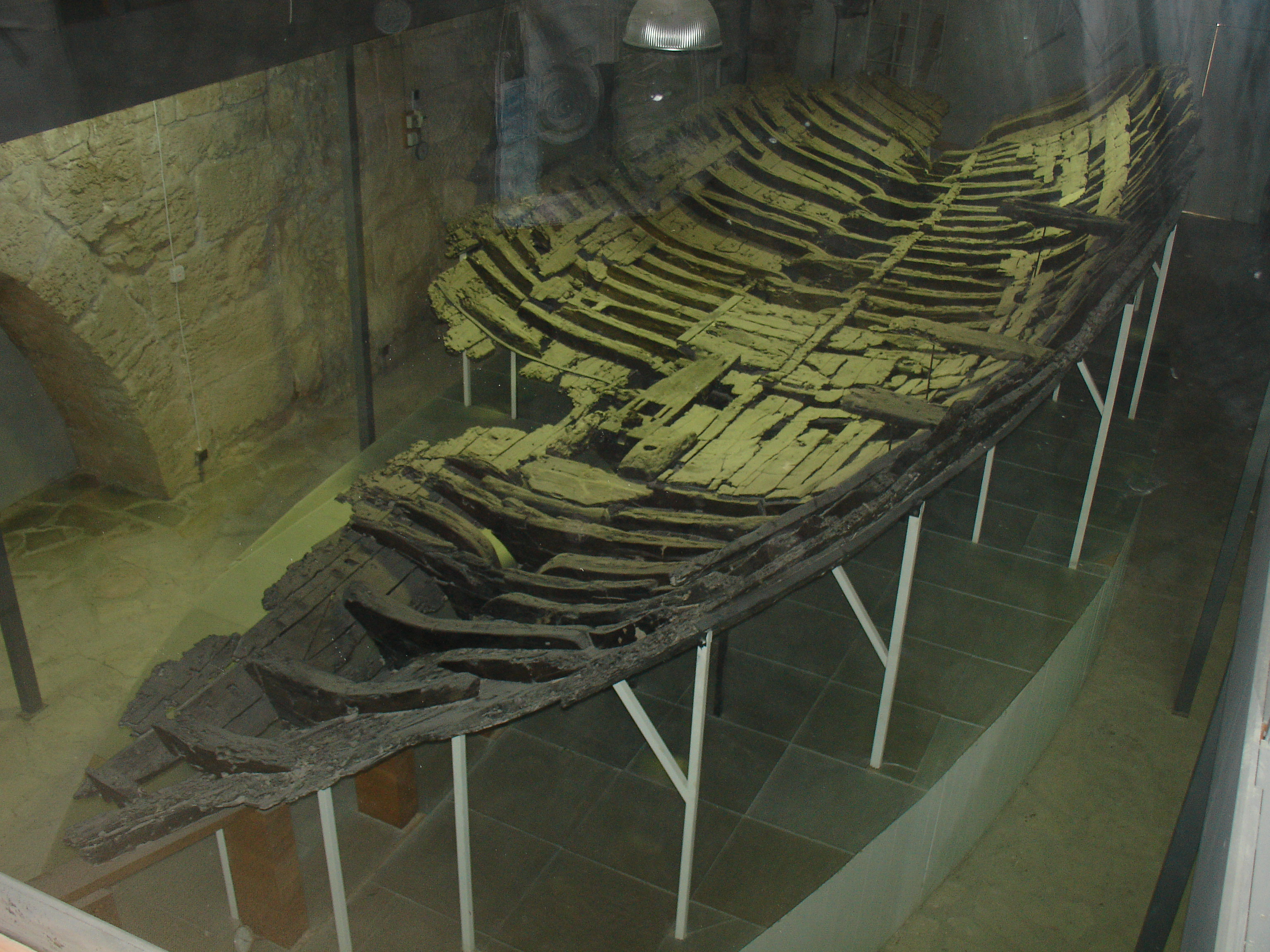
Barco do Kyrenia

O Barco de Kyrenia ou Navio de Kyrenia é um destroço de um navio mercante grego do século IV a.C., descoberto ao largo de Kyrenia (Cirénia), Chipre, pelo instrutor de mergulho greco-cipriota Andreas Cariolou em novembro de 1965, durante uma tempesteade.
A investigação arqueológica determinou que o navio teve uma longa vida, cerca de 80 anos, antes de naufragar, provavelmente devido a um ataque pirata, mas também a uma condição geral deficiente.
Particularmente bem preservado, o navio permite apreender os métodos de construção naval da Antiguidade. É exibido no Ancient Shipwreck Museum no Castelo de Kyrenia, Chipre.
O navio encontra-se representado nas moedas de euro cipriotas de 10, 20 e 50 cêntimos.